# 康国器
康 国器（こう こくき、Kang Guoqi、1811年 - 1884年）は、清末の軍人。初名は以泰、字は交修。広東省南海県出身。　
若くして吏員となった。道光末に軍に入り、江西贛県桂源司巡検を授かった。咸豊年間に太平天国が江西省に進軍して、土匪が蜂起すると、鎮圧のために転戦し、1861年には知府に昇格した。1862年、浙江省に援軍に赴き、蔣益澧に従って湯渓を包囲して、翌年に陥落させ、道員に昇進した。1864年、余杭を攻略した際には、最も功績が大きかったと評価され、福建延建邵道に抜擢された。これにより一軍を率いるようになった。さらに、左宗棠の命で福建省に拠っていた李世賢と汪海洋を他の諸将とともに打ち破った。その後、1866年に福建按察使となり、1868年には広西布政使となり、1871年には巡撫代理となったが翌年、病で郷里に帰った。
康国器は少数の兵で多数を撃破するのを得意とした。足の怪我から跛をひいており軍中では「康拐子」と呼ばれ、敵に恐れられた。